# Gone Baby Gone
Gone Baby Gone è un film del 2007 co-scritto e diretto da Ben Affleck.
Basata sul romanzo La casa buia (Gone, Baby, Gone) di Dennis Lehane, la pellicola è interpretata da Casey Affleck, Michelle Monaghan, Morgan Freeman ed Ed Harris.

## Trama

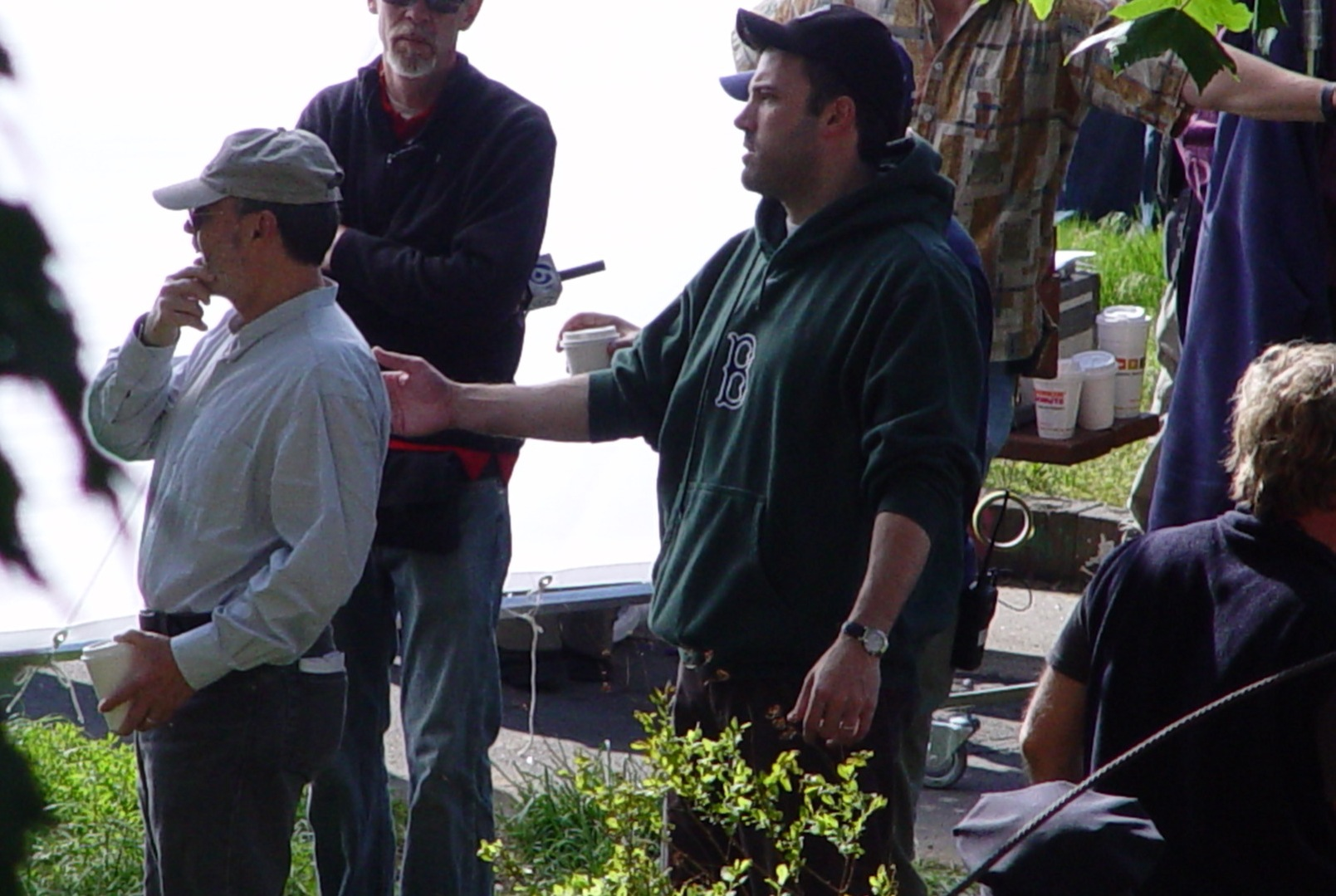
Il regista Ben Affleck nel 2006, durante le riprese del film a Dorchester

Nel quartiere fatiscente di Dorchester, a Boston, una bambina di quattro anni, Amanda McCready, è stata rapita insieme alla sua bambola preferita, Mirabelle, dalla sua camera una sera d'autunno. Il giovane investigatore privato Patrick Kenzie e la sua socia e fidanzata Angie Gennaro assistono a un appello televisivo per il ritorno di Amanda da parte di sua madre, Helene. La zia della bambina, Bea, li assume per trovare Amanda in quanto sono del quartiere e conoscono le persone su cui indagare.
Usando le loro conoscenze nel crimine clandestino di Boston, i due scoprono che la madre di Amanda è una cocainomane ed è implicata in un giro alquanto pericoloso e che la sera della scomparsa era insieme al suo ragazzo "Skinny Ray".
Insieme ad altri due investigatori della polizia, Remy Bressant e Nick Poole, interrogano finalmente Helene per avere più dettagli e scoprono che la sera della scomparsa lei e il suo ragazzo erano "muli" o corrieri della droga, come facevano di solito, per un signore della droga haitiano locale di nome Cheese per un carico del valore di 130'000$ a Nashua e che la figlia era con loro. All'arrivo fortuito della polizia, la coppia aveva escogitato il piano di fingere che i soldi fossero stati sequestrati dalla polizia, per poterseli accaparrare, quindi li avevano nascosti a casa di Ray a Chelsea. Nel trambusto della serata e nei continui trasferimenti tra la casa di Helene e quella di Chelsea, la bambina era stata rapita.
Dopo aver scoperto che Skinny Ray è stato assassinato dagli uomini di Cheese, Patrick e Angie credono che proprio Cheese possa aver preso Amanda come ostaggio. Intanto scoprono i soldi nel giardino della casa di Ray con cui organizzano uno scambio, mentre Helene si rende sempre più conto della gravità del rapimento.
Patrick incontra Cheese e cerca di negoziare la restituzione dei soldi rubati in cambio di Amanda, ma Cheese inizialmente nega qualsiasi coinvolgimento nella scomparsa della ragazza. Il capitano della polizia Jack Doyle in seguito legge a Patrick una trascrizione telefonica di Cheese in cui si dice pronto a rinegoziare subito e ad organizzare uno scambio con Amanda la sera stessa. Lo scambio viene pianificato in una cava vicina ma, in uno scontro a fuoco, Cheese viene ucciso mentre si ritiene che Amanda possa essere caduta nello stagno della cava annegandovi. Tuttavia, tranne che la sua bambola, non vi sono altre tracce della sua presenza e il corpo della piccola non verrà ritrovato dai sommozzatori. Doyle, la cui stessa figlia era stata uccisa anni prima, a seguito delle proteste dell'opinione pubblica si assume la piena responsabilità dell'incidente e va in pensione anticipatamente, mentre Amanda viene data definitivamente per morta.
Due mesi dopo, un bambino di sette anni, Johnny Pietro, viene rapito a Everett e Patrick riceve informazioni che lo danno per rapito da Corwin Earle, un noto molestatore di bambini. Dopo essere entrato nella casa dell'indagato e aver trovato le prove del bambino rapito, Patrick torna a lavorare con Remy e Nick a tarda notte per salvarlo. Ne deriva una sparatoria durante la quale Nick viene subito ferito a morte. Patrick, entrando nella casa e trovando il cadavere del ragazzo, spara a Corwin alla nuca in un impeto di rabbia.
Cercando di alleviare la colpa di Patrick, Remy gli confida che una volta ha costruito prove contro qualcuno con l'aiuto di Skinny Ray. Patrick in seguito ricorda che Remy però gli aveva detto di non conoscere Ray.
Al funerale di Nick, Patrick parla con un ufficiale di polizia di nome Devin e apprende che Remy aveva saputo dei soldi rubati da Cheese prima che Cheese sapesse dell'ammanco. Patrick interroga il marito di Bea e zio di Amanda, Lionel, in un bar e mettendo insieme i pezzi conclude che Lionel e Remy abbiano cospirato per organizzare un falso rapimento al fine di prendersi i soldi della droga e dare una lezione a Helene. Lionel conferma i sospetti e riferisce anche che Amanda sia morta affogata. A quel punto, Remy entra nel bar indossando una maschera di lattice e, tenendo in mano un fucile, mette in scena una rapina per interrompere la conversazione. Patrick capisce che Remy ha intenzione di uccidere lui e Lionel per zittirli, ma il barista spara a Remy che fugge. Inseguito da Patrick sul tetto di un edificio vicino, muore per le ferite riportate, confessando a Patrick la sua verità.
Patrick viene interrogato dalla polizia sulla morte di Remy e viene a sapere che la polizia non ha mai avuto una trascrizione telefonica come quella che Doyle gli aveva letto prima dello scambio fallito. Patrick e Angie guidano quindi verso la casa di Doyle, per avere i dovuti chiarimenti, dove trovano Amanda viva e vegeta. Si scopre che Doyle ha sempre fatto parte del rapimento e ha contribuito a organizzare il falso scambio per incastrare Cheese. Patrick è sul punto di chiamare le autorità, ma Doyle cerca di persuaderlo che Amanda starà molto meglio vivendo con lui che con la madre cocainomane. Patrick ne discute con Angie ma anche la donna è convinta che Amanda possa avere un futuro sicuro, migliore, con Doyle, anzi aggiunge che odierà Patrick se restituirà Amanda a sua madre. Patrick decide, però, di chiamare la polizia per liberare Amanda.
Doyle e Lionel vengono arrestati e Amanda viene riconsegnata alla madre. Patrick e Angie si lasciano. Qualche tempo dopo Patrick va a trovare Helene, che sta per andare ad un appuntamento, e lui si offre di badare ad Amanda perché la madre non si era organizzata con una babysitter. Mentre gioca con lei, le chiede di parlarle della sua bambola Mirabelle - così l'aveva appena nominata Helene - ma la bambina risponde che si chiama Annabelle. Rendendosi conto che la madre non sa neanche il nome della bambola preferita di sua figlia, Patrick resta in silenzio a riflettere sulla possibilità di aver commesso un errore a riconsegnare Amanda alla madre, forse destinandola ad un futuro meno roseo.

## Produzione
Gli investigatori privati Patrick Kenzie e Angela Gennaro, protagonisti di una serie di romanzi dello scrittore statunitense, sono interpretati da Casey Affleck e Michelle Monaghan.
Il budget di produzione del film è stato di 19 milioni di dollari.

## Promozione
(Tagline del film)

## Distribuzione
Il film è uscito nelle sale cinematografiche statunitensi il 19 ottobre 2007, mentre in quelle italiane il 4 aprile 2008.
La trama del film presenta molte analogie con la vicenda della sparizione di Madeleine McCann; per questo motivo la Buena Vista e la Miramax hanno posticipato l'uscita del film nel Regno Unito al 6 giugno 2008.

## Accoglienza

### Incassi
A fronte di un budget di 19 milioni di dollari, il film ha incassato 20292962 $ in Nord America e 14319481 $ nel resto del mondo, per un totale di 34612443 $. In Italia ha incassato 74862 €.

### Critica
Il film è stato accolto positivamente dalla critica. Sull'aggregatore di recensioni Rotten Tomatoes ha un indice di gradimento del 94% basato su 183 recensioni, con un voto medio di 7,8 su 10; il consenso critico del sito afferma: «Ben Affleck dà prova delle sue doti di regista in questo avvincente thriller drammatico, ottenendo ottime interpretazioni dall'eccellente cast e portando sullo schermo la Boston della classe operaia». Su Metacritic ottiene un punteggio di 72 su 100 basato su 34 recensioni.

## Riconoscimenti
- 2008 - Premio Oscar[7]
  - Candidatura per la miglior attrice non protagonista a Amy Ryan
- 2008 - Golden Globe[8]
  - Candidatura per la miglior attrice non protagonista a Amy Ryan
- 2007 - National Board of Review Award
  - Miglior regista esordiente a Ben Affleck
  - Miglior attrice non protagonista a Amy Ryan
- 2007 - Satellite Award
  - Migliore attrice non protagonista a Amy Ryan
- 2008 - Screen Actors Guild Award[9]
  - Candidatura per la miglior attrice non protagonista cinematografica a Amy Ryan